# Lista de campeões mundiais de duplas (WWE)
World Tag Team Championship (em português: Campeonato Mundial de Duplas) é um campeonato mundial de duplas de luta livre profissional disputado na WWE na marca Raw. Introduzido como o Campeonato de Duplas da WWE, foi o terceiro título mundial de duplas da WWE e o sexto título geral de duplas. Depois que a WWE comprou as promoções Extreme Championship Wrestling (ECW) e World Championship Wrestling (WCW), e unificou o Campeonato de Duplas da WCW em seu próprio título no Survivor Series 2001, ela dividiu sua lista em duas marcas, Raw e SmackDown. Como o Campeonato Mundial de Duplas original da WWE foi designado como exclusivo da marca Raw, o SmackDown introduziu o Campeonato de Duplas da WWE como seu próprio campeonato.
Em 2007, após o início da marca ECW, o título foi compartilhado entre as marcas SmackDown e ECW, portanto, partidas entre as marcas poderiam ocorrer pelo título. Em 2009, o título foi unificado com o Campeonato Mundial de Duplas por The Colóns (Carlito e Primo) na WrestleMania XXV e tornou-se reconhecido como o "Campeonato Unificado de Duplas da WWE" até agosto de 2010, quando o Campeonato Mundial de Duplas foi descontinuado em favor da continualidade da linhagem do Campeonato de Duplas da WWE. Em 2016, a WWE reintroduziu sua divisão de marca e o campeonato tornou-se exclusivo do Raw. Foi posteriormente renomeado para Campeonato de Duplas do Raw depois que o SmackDown introduziu seu Campeonato de Duplas do SmackDown. De maio de 2022 a abril de 2024, os títulos do Raw e SmackDown foram mantidos e defendidos juntos como o Campeonato Indiscutível de Duplas da WWE, enquanto preservavam suas linhagens individuais. Eles foram separados na WrestleMania XL em abril de 2024, e o campeonato do Raw foi posteriormente renomeado para o Campeonato Mundial de Duplas.
O campeonato é geralmente disputado em combates de luta livre profissional, nas quais os participantes executam finalizações roteirizadas em vez de competir em competição direta. Os campeões inaugurais foram Kurt Angle e Chris Benoit, que conquistaram o título em uma final de torneio no No Mercy em 20 de outubro de 2002. Os campeões atuais são The Judgment Day (Finn Bálor e JD McDonagh), que estão em seu segundo reinado como dupla. Individualmente, este é o quarto reinado de Bálor e o segundo de McDonagh. Eles conquistaram o título ao derrotar The New Day (Kofi Kingston e Xavier Woods) no episódio do Raw de 30 de junho de 2025, em Pittsburgh, Pensilvânia.
Em 16 de julho de 2025, havia 97 reinados entre 73 equipes compostas por 103 campeões individuais e uma ocasião em que o título ficou vago. A equipe do The New Day (Kofi Kingston e Xavier Woods) têm mais reinados como equipe, com cinco, enquanto individualmente, Kingston tem mais reinados, com sete. O segundo reinado do New Day também é o reinado mais longo em 483 dias e eles são a única equipe a manter o campeonato por mais de um ano consecutivo - Big E também é creditado por este reinado como durante os dois primeiros reinados de New Day, Big E, Kingston, e Woods foram todos reconhecidos como campeões pela Freebird Rule (Big E foi separado da equipe no Draft da WWE de 2020). O único reinado de John Cena e The Miz é o mais curto aos 9 minutos, devido a The Corre invocar sua cláusula de revanche imediatamente após perder o título. Como equipe, The New Day (em suas duas variantes diferentes de membros da equipe) também tem o reinado combinado mais longo em 627 dias, enquanto Kingston individualmente tem o reinado combinado mais longo em 912 dias (910 dias conforme reconhecido pela WWE). Nicholas é o campeão mais jovem aos 10 anos (também fazendo dele o campeão mais jovem da história da WWE), enquanto R-Truth é o campeão mais velho aos 52 anos.

## História

### Nomes
| Nome                                 | Anos                                         |
| ------------------------------------ | -------------------------------------------- |
| WWE Tag Team Championship            | 20 de outubro de 2002 – 5 de abril de 2009   |
| Unified Tag Team Championship        | 5 de abril de 2009 – 16 de agosto de 2010    |
| WWE Tag Team Championship            | 16 de agosto de 2010 – 4 de setembro de 2016 |
| WWE Raw Tag Team Championship        | 5 de setembro de 2016 – 15 de abril de 2024  |
| Undisputed WWE Tag Team Championship | 20 de maio de 2022 – 6 de abril de 2024      |
| World Tag Team Championship          | 15 de abril de 2024 – presente               |

### Reinados
Em 16 de julho de 2025.
| #                    | Dupla                                                                               | Reinados | Data                    | Dias | Local                     | Evento                         | Notas | Ref.          |
| -------------------- | ----------------------------------------------------------------------------------- | -------- | ----------------------- | ---- | ------------------------- | ------------------------------ | --- | ------------- |
| 1                    | Kurt Angle e Chris Benoit                                                           | 1        | 20 de outubro de 2002   | 16   | Little Rock, AR           | No Mercy (2002)                | Derrotaram Edge e Rey Mysterio na final de um torneio. | [ 4 ]         |
| 2                    | Edge e Rey Mysterio                                                                 | 1        | 5 de novembro de 2002   | 12   | Manchester, NH            | SmackDown!                     | Foi uma luta de duas quedas exibida em 7 de novembro. | [ 6 ]         |
| 3                    | Los Guerreros (Eddie e Chavo)                                                       | 1        | 17 de novembro de 2002  | 79   | Nova Iorque, NY           | Survivor Series (2002)         | Foi uma luta de eliminação de três duplas também envolvendo Kurt Angle e Chris Benoit. | [ 7 ]         |
| 4                    | Team Angle (Shelton Benjamin e Charlie Haas)                                        | 1        | 4 de fevereiro de 2003  | 103  | Filadélfia, PA            | SmackDown!                     | Exibido em 6 de fevereiro. | [ 9 ]         |
| 5                    | Eddie Guerrero (2) e Tajiri                                                         | 1        | 18 de maio de 2003      | 44   | Charlotte, NC             | Judgment Day (2003)            | Foi uma luta de escadas. Tajiri substituiu Chavo Guerrero, que estava lesionado. | [ 10 ]        |
| 6                    | The World's Greatest Tag Team (Shelton Benjamin e Charlie Haas; antes "Team Angle") | 2        | 1 de julho de 2003      | 77   | Rochester, NY             | SmackDown!                     | Exibido em 3 de julho. | [ 11 ]        |
| 7                    | Los Guerreros (Eddie (3) e Chavo (2))                                               | 2        | 16 de setembro de 2003  | 35   | Raleigh, NC               | SmackDown!                     | Exibido em 18 de setembro. | [ 12 ]        |
| 8                    | The Basham Brothers (Danny Basham e Doug Basham)                                    | 1        | 21 de outubro de 2003   | 105  | Albany, NY                | SmackDown!                     | Exibido em 23 de outubro. | [ 13 ]        |
| 9                    | Rikishi e Scotty 2 Hotty                                                            | 1        | 3 de fevereiro de 2004  | 77   | Cleveland, OH             | SmackDown!                     | Exibido em 5 de fevereiro. | [ 15 ]        |
| 10                   | Charlie Haas (3) e Rico                                                             | 1        | 20 de abril de 2004     | 56   | Kelowna, BC               | SmackDown!                     | Exibido em 22 de abril. | [ 16 ]        |
| 11                   | The Dudley Boyz (Bubba Ray e D-Von)                                                 | 1        | 15 de junho de 2004     | 21   | Chicago, IL               | SmackDown!                     | Exibido em 17 de junho. | [ 17 ]        |
| 12                   | Billy Kidman e Paul London                                                          | 1        | 6 de julho de 2004      | 63   | Winnipeg, MB              | SmackDown!                     | Exibido em 8 de julho. | [ 18 ]        |
| 13                   | René Duprée e Kenzo Suzuki                                                          | 1        | 7 de setembro de 2004   | 91   | Tulsa, OK                 | SmackDown!                     | Exibido em 9 de setembro. | [ 19 ]        |
| 14                   | Rey Mysterio (2) e Rob Van Dam                                                      | 1        | 7 de dezembro de 2004   | 35   | Greenville, SC            | SmackDown!                     | Exibido em 9 de dezembro. | [ 20 ]        |
| 15                   | The Basham Brothers (Danny Basham e Doug Basham)                                    | 2        | 11 de janeiro de 2005   | 40   | Tampa, FL                 | SmackDown!                     | Foi uma luta de eliminação de quatro times exibida em 13 de janeiro, também envolvendo Mark Jindrak e Luther Reigns e Booker T e Eddie Guerrero. | [ 22 ]        |
| 16                   | Eddie Guerrero (4) e Rey Mysterio (3)                                               | 1        | 20 de fevereiro de 2005 | 57   | Pittsburgh, PA            | No Way Out (2005)              | | [ 23 ]        |
| 17                   | MNM (Joey Mercury e Johnny Nitro)                                                   | 1        | 18 de abril de 2005     | 97   | Nova Iorque, NY           | SmackDown!                     | Exibido em 21 de abril. | [ 24 ]        |
| 18                   | The Legion of Doom (Road Warrior Animal e Heidenreich)                              | 1        | 24 de julho de 2005     | 93   | Buffalo, NY               | The Great American Bash (2005) | | [ 25 ]        |
| 19                   | MNM (John Morrison e Joey Mercury)                                                  | 2        | 25 de outubro de 2005   | 49   | Daly City, CA             | SmackDown!                     | Foi uma luta Fatal Four-Way exibida em 28 de outubro, também envolvendo The Mexicools e Paul Burchill e William Regal. | [ 26 ]        |
| 20                   | Batista e Rey Mysterio (4)                                                          | 1        | 13 de dezembro de 2005  | 14   | Springfield, MA           | SmackDown!                     | Exibido em 16 de dezembro. Batista era o WWE World Heavyweight Champion | .             |
| 21                   | MNM (John Morrison e Joey Mercury)                                                  | 3        | 27 de dezembro de 2005  | 145  | Uncasville, CT            | SmackDown!                     | Exibido em 30 de dezembro. | [ 28 ]        |
| 22                   | Paul London (2) e Brian Kendrick                                                    | 1        | 21 de maio de 2006      | 331  | Phoenix, AZ               | Judgment Day (2006)            | | [ 29 ]        |
| 23                   | Deuce 'n Domino                                                                     | 1        | 17 de abril de 2007     | 133  | Milão, Itália             | SmackDown!                     | Exibido em 20 de abril. | [ 31 ]        |
| 24                   | Matt Hardy e Montel Vontavious Porter                                               | 1        | 28 de agosto de 2007    | 77   | Albany, NY                | SmackDown!                     | Exibido em 31 de agosto. | [ 32 ]        |
| 25                   | John Morrison (4) e The Miz (John Morrison antes conhecido como Johnny Nitro)       | 1        | 13 de novembro de 2007  | 250  | Wichita, KS               | SmackDown!                     | Exibido em 16 de novembro. Títulos divididos com a ECW. | [ 33 ]        |
| 26                   | Curt Hawkins e Zack Ryder                                                           | 1        | 20 de julho de 2008     | 63   | Uniondale, NY             | The Great American Bash (2008) | Foi uma luta Fatal Four-Way, também envolvendo Jesse e Festus e Finlay e Hornswoggle. | [ 34 ]        |
| 27                   | The Colóns (Carlito e Primo)                                                        | 1        | 21 de setembro de 2008  | 280  | Columbus, OH              | SmackDown!                     | Exibido em 26 de setembro. Unificado ao World Tag Team Championship em 5 de abril de 2009. | [ 35 ]        |
| 28                   | Chris Jericho e Edge (2)                                                            | 1        | 28 de junho de 2009     | 28   | Sacramento, CA            | The Bash                       | Foi uma luta Triple Threat também envolvendo The Legacy (Cody Rhodes e Ted DiBiase). | [ 36 ]        |
| 29                   | Chris Jericho e The Big Show                                                        | 1        | 26 de julho de 2009     | 140  | Filadélfia, PA            | Night of Champions             | Big Show substituiu Edge, que havia se lesionado. | [ 37 ]        |
| 30                   | D-Generation X (Triple H e Shawn Michaels)                                          | 1        | 13 de dezembro de 2009  | 57   | San Antonio, TX           | TLC: Tables, Ladders & Chairs  | Foi uma luta Tables, Ladders, and Chairs. | [ 38 ]        |
| 31                   | ShoMiz (The Miz (2) e The Big Show (2))                                             | 1        | 8 de fevereiro de 2010  | 77   | Lafayette, LA             | Raw                            | Foi uma luta de eliminação de três duplas também envolvendo a Straight Edge Society (CM Punk e Luke Gallows). | [ 39 ]        |
| 32                   | The Hart Dynasty (David Hart Smith e Tyson Kidd)                                    | 1        | 26 de abril de 2010     | 146  | Richmond, VA              | Raw                            | | [ 40 ]        |
| 33                   | Cody Rhodes e Drew McIntyre                                                         | 1        | 19 de setembro de 2010  | 35   | Rosemont, IL              | Night of Champions (2010)      | Foi uma luta Tag Team Turmoil também envolvendo [[The Usos\|Jimmy e Jey Uso]], Santino Marella e Vladimir Kozlov, e Evan Bourne e Mark Henry. | [ 41 ]        |
| 34                   | The Nexus (David Otunga e John Cena)                                                | 1        | 24 de outubro de 2010   | 1    | Minneapolis, MN           | Bragging Rights (2010)         | | [ 42 ]        |
| 35                   | The Nexus (Heath Slater e Justin Gabriel)                                           | 1        | 25 de outubro de 2010   | 42   | Green Bay, WI             | Raw                            | Otunga foi forçado por Wade Barrett a se deitar e aceitar a derrota. | [ 43 ]        |
| 36                   | Santino Marella e Vladimir Kozlov                                                   | 1        | 6 de dezembro de 2010   | 76   | Louisville, KY            | Raw                            | Foi uma luta de eliminação de quatro duplas também envolvendo Mark Henry & Yoshi Tatsu e The Usos (Jimmy e Jey Uso) | [ 44 ]        |
| 37                   | The Corre (Heath Slater e Justin Gabriel)                                           | 2        | 20 de fevereiro de 2011 | 1    | Oakland, CA               | Elimination Chamber (2011)     | Segundo reinado oficial de Slater e Gabriel, antes parte do Nexus. | [ 45 ]        |
| 38                   | John Cena (2) e The Miz (3)                                                         | 1        | 21 de fevereiro de 2011 | 0    | Fresno, CA                | Raw                            | | [ 46 ]        |
| 39                   | The Corre (Heath Slater e Justin Gabriel)                                           | 3        | 21 de fevereiro de 2011 | 57   | Fresno, CA                | Raw                            | Invocaram a revanche logo após a luta. | [ 47 ]        |
| 40                   | Kane e Big Show (3)                                                                 | 1        | 19 de abril de 2011     | 34   | Londres, Inglaterra       | SmackDown                      | A luta foi exibida com atraso de transmissão em 22 de abril de 2011. | [ 48 ]        |
| 41                   | The New Nexus (David Otunga (2) e Michael McGillicutty)                             | 1        | 23 de maio de 2011      | 91   | Portland, OR              | Raw                            | | [ 49 ]        |
| 42                   | Air Boom (Kofi Kingston e Evan Bourne)                                              | 1        | 22 de agosto de 2011    | 146  | Edmonton, Alberta, Canadá | Raw                            | [ 50 ] |               |
| 43                   | Epico e Primo (2)                                                                   | 1        | 15 de janeiro de 2012   | 106  | Oakland, CA               | Evento ao vivo                 | [ 51 ] |               |
| 44                   | R-Truth e Kofi Kingston (2)                                                         | 1        | 30 de abril de 2012     | 139  | Dayton, OH                | Raw                            | [ 52 ] |               |
| 45                   | Team Hell No (Daniel Bryan e Kane (2))                                              | 1        | 16 de setembro de 2012  | 245  | Boston, MS                | Night of Champions (2012)      | [ 53 ] |               |
| 46                   | The Shield (Roman Reigns e Seth Rollins)                                            | 1        | 19 de maio de 2013      | 148  | St. Louis, MO             | Extreme Rules (2013)           | Foi uma luta de duplas Tornado. | [ 54 ]        |
| 47                   | Cody Rhodes (2) e Goldust                                                           | 1        | 14 de outubro de 2013   | 104  | St. Louis, MO             | Raw                            | Foi uma luta sem desqualificações. | [ 55 ]        |
| 48                   | New Age Outlaws (Billy Gunn e Road Dogg)                                            | 1        | 26 de janeiro de 2014   | 36   | Pittsburgh, PA            | Royal Rumble (2014)            | | [ 56 ]        |
| 49                   | The Usos (Jey Uso e Jimmy Uso                                                       | 1        | 3 de março de 2014      | 202  | Chicago, IL               | Raw                            | [ 57 ] |               |
| 50                   | Goldust (3) e Stardust (2)                                                          | 2        | 21 de setembro de 2014  | 63   | Nashville, TN             | Night of Champions (2014)      | [ 58 ] |               |
| 51                   | The Miz (4) e Damien Mizdow                                                         | 1        | 23 de novembro de 2014  | 36   | St. Louis, MO             | Survivor Series (2014)         | Foi uma luta fatal 4-way de duplas, envolvendo também Los Matadores e The Usos. | [ 59 ]        |
| 52                   | The Usos (Jey Uso (2) e Jimmy Uso (2)                                               | 2        | 29 de dezembro de 2014  | 55   | Washington, D.C.          | Raw                            | | [ 60 ]        |
| 53                   | Tyson Kidd (2) e Cesaro                                                             | 1        | 22 de fevereiro de 2015 | 63   | Memphis, TN               | Fastlane (2015)                | [ 61 ] |               |
| 54                   | The New Day (Big E, Kofi Kingston (3) e Xavier Woods)                               | 1        | 26 de abril de 2015     | 49   | Rosemont, IL              | Extreme Rules (2015)           | Big E e Kingston venceram a luta, mas Woods também foi reconhecido como campeão sob a regra Freebird. | [ 62 ] [ 63 ] |
| 55                   | The Prime Time Players (Darren Young e Titus O'Neil)                                | 1        | 14 de junho de 2015     | 70   | Columbus, OH              | Money in the Bank (2015)       | | [ 64 ]        |
| 56                   | The New Day (Big E (2), Kofi Kingston (4) e Xavier Woods (2))                       | 2        | 23 de agosto de 2015    | 483  | Nova Iorque, NY           | SummerSlam (2015)              | Foi uma luta de quatro duplas envolvendo também Los Matadores (Diego e Fernando) e The Lucha Dragons (Kalisto e Sin Cara). Big E e Kingston venceram a luta, mas Woods também foi reconhecido como campeão sob a regra Freebird. O título se tornou exclusivo do Raw após o Draft realizado em 19 de julho de 2016. | [ 65 ] [ 66 ] |
| 57                   | Sheamus e Cesaro (2)                                                                | 1        | 18 de dezembro de 2016  | 42   | Pittsburgh, PA            | Roadblock: End of the Line     | | [ 67 ]        |
| 58                   | Luke Gallows e Karl Anderson                                                        | 1        | 29 de janeiro de 2017   | 63   | San Antonio, TX           | Royal Rumble (2017)            | | [ 68 ]        |
| 59                   | The Hardy Boyz (Jeff Hardy e Matt Hardy (2))                                        | 1        | 2 de abril de 2017      | 63   | Orlando, FL               | WrestleMania 33                | Foi uma luta de escadas envolvendo também Enzo Amore e Big Cass e Cesaro e Sheamus. | [ 69 ]        |
| 60                   | Sheamus (2) e Cesaro (3)                                                            | 2        | 4 de junho de 2017      | 77   | Baltimore, MD             | Extreme Rules (2017)           | Foi uma luta em uma jaula de aço. | [ 70 ]        |
| 61                   | Dean Ambrose e Seth Rollins (2)                                                     | 1        | 20 de agosto de 2017    | 78   | Nova Iorque, NY           | SummerSlam (2017)              | | [ 71 ]        |
| 62                   | Sheamus (3) e Cesaro (4)                                                            | 3        | 6 de novembro de 2017   | 49   | Manchester, Inglaterra    | Raw                            | | [ 72 ]        |
| 63                   | Seth Rollins (3) e Jason Jordan                                                     | 1        | 25 de dezembro de 2017  | 34   | Chicago, IL               | Raw                            | | [ 73 ]        |
| 64                   | Sheamus (4) e Cesaro (5)                                                            | 4        | 28 de janeiro de 2018   | 70   | Filadélfia, PA            | Royal Rumble (2018)            | | [ 74 ]        |
| 65                   | Braun Strowman e Nicholas                                                           | 1        | 8 de abril de 2018      | 1    | Nova Orleãs, LA           | WrestleMania 34                | | [ 75 ]        |
| —                    | Vago                                                                                | —        | 9 de abril de 2018      | —    | Nova Orleãs, LA           | Raw                            | Braun Strowman e Nicholas voluntariamente renunciaram os títulos devido a "conflitos de agenda" por Nicholas ser um aluno da quarta série. | [ 76 ]        |
| 66                   | The Deleters of Worlds (Bray Wyatt e Matt Hardy (3))                                | 1        | 27 de abril de 2018     | 79   | Jidá, Arábia Saudita      | Greatest Royal Rumble          | Derrotaram Sheamus e Cesaro para conquistarem o título que estava vago. | [ 77 ]        |
| 67                   | The B-Team (Bo Dallas e Curtis Axel (2))                                            | 1        | 15 de julho de 2018     | 50   | Pittsburgh, PA            | Extreme Rules (2018)           | | [ 78 ]        |
| 68                   | Dolph Ziggler e Drew McIntyre (2)                                                   | 1        | 3 de setembro de 2018   | 49   | Columbus, OH              | Raw                            | | [ 79 ]        |
| 69                   | Dean Ambrose (2) e Seth Rollins (4)                                                 | 2        | 22 de outubro de 2018   | 14   | Providence, RI            | Raw                            | | [ 80 ]        |
| 70                   | The Authors of Pain (Akam e Rezar)                                                  | 1        | 5 de novembro de 2018   | 35   | Manchester, ENG           | Raw                            | Derrotaram Rollins em uma luta 2-contra-1. | [ 81 ]        |
| 71                   | Bobby Roode e Chad Gable                                                            | 1        | 10 de dezembro de 2018  | 63   | San Diego, CA             | Raw                            | Foi uma luta 3-contra-2, com Drake Maverick ao lado dos Authors of Pain. | [ 82 ]        |
| 72                   | The Revival (Dash Wilder e Scott Dawson)                                            | 1        | 11 de fevereiro de 2019 | 55   | Grand Rapids, MI          | Raw                            | | [ 83 ]        |
| 73                   | Curt Hawkins e Zack Ryder                                                           | 2        | 7 de abril de 2019      | 64   | East Rutherford, NJ       | WrestleMania 35                | | [ 84 ]        |
| 74                   | The Revival (Dash Wilder e Scott Dawson)                                            | 2        | 10 de junho de 2019     | 49   | San José, CA              | Raw                            | Foi uma luta triple threat também envolvendo The Usos (Jey Uso e Jimmy Uso). | [ 85 ]        |
| 75                   | The O.C. (Luke Gallows e Karl Anderson)                                             | 2        | 29 de julho de 2019     | 21   | Little Rock, AR           | Raw                            | Foi uma luta Triple Threat também envolvendo The Usos (Jimmy e Jey Uso). | [ 86 ]        |
| 76                   | Braun Strowman (2) e Seth Rollins (5)                                               | 1        | 19 de agosto de 2019    | 27   | St. Paul, MN              | Raw                            | | [ 87 ]        |
| 77                   | Robert Roode (2) e Dolph Ziggler (2)                                                | 1        | 15 de setembro de 2019  | 29   | Charlotte, NC             | Clash of Champions (2019)      | Robert Roode era anteriormente conhecido como Bobby Roode. | [ 88 ]        |
| 78                   | The Viking Raiders (Ivar e Erik)                                                    | 1        | 14 de outubro de 2019   | 98   | Denver, CO                | Raw                            | | [ 89 ]        |
| 79                   | Seth Rollins (6) e Buddy Murphy (1)                                                 | 1        | 20 de janeiro de 2020   | 42   | Wichita, KS               | Raw                            | Em 7 de fevereiro de 2020 o nome de ringue de Buddy Murphy foi encurtado para Murphy. | [ 90 ]        |
| 80                   | The Street Profits (Angelo Dawkins e Montez Ford)                                   | 1        | 2 de março de 2020      | 224  | Brooklyn, NY              | Raw                            | Foi uma luta Last Chance. | [ 91 ]        |
| 81                   | The New Day (Kofi Kingston (5) e Xavier Woods (3))                                  | 3        | 12 de outubro de 2020   | 69   | Orlando, FL               | Raw                            | Os ex-campeões The Street Profits (Angelo Dawkins e Montez Ford) trocaram com Kingston e Woods o Campeonato de Duplas do Raw pelo Campeonato de Duplas do SmackDown após as duas duplas serem transferidas para a marca oposta no Draft de 2020. | [ 92 ]        |
| 82                   | The Hurt Business (Cedric Alexander (1) e Shelton Benjamin (3))                     | 1        | 20 de dezembro de 2020  | 85   | St. Petersburg, FL        | TLC: Tables, Ladders & Chairs  | | [ 93 ]        |
| 83                   | The New Day (Kofi Kingston (6) e Xavier Woods (4))                                  | 4        | 15 de março de 2021     | 26   | St. Petersburg, FL        | Raw                            | | [ 94 ]        |
| 84                   | AJ Styles e Omos                                                                    | 1        | 10 de abril de 2021     | 133  | Tampa, FL                 | WrestleMania 37 Noite 1        | | [ 95 ]        |
| 85                   | RK-Bro (Randy Orton e Riddle)                                                       | 1        | 21 de agosto de 2021    | 142  | Paradise, NV              | SummerSlam                     | | [ 96 ]        |
| 86                   | Alpha Academy (Chad Gable e Otis)                                                   | 1        | 10 de janeiro de 2022   | 56   | Filadélfia, PA            | Raw                            | | [ 97 ]        |
| 87                   | RK-Bro (Randy Orton (2) e Riddle (2))                                               | 2        | 7 de março de 2022      | 74   | Cleveland, OH             | Raw                            | Este foi um luta triple threat de duplas, envolvendo também Seth "Freakin" Rollins e Kevin Owens. | [ 98 ]        |
| 88                   | The Usos (Jey Uso (3) e Jimmy Uso (3))                                              | 3        | 20 de maio de 2022      | 316  | Grand Rapids, MI          | SmackDown                      | Esta foi uma luta "Winners Take All" (o vencedor leva tudo) no qual The Usos defenderam o Campeonato de Duplas do SmackDown, tornando-se posteriormente reconhecidos como os campeões indiscutíveis de duplas da WWE. Durante esse reinado, em janeiro de 2023, Sami Zayn também defendeu o título uma vez no lugar de Jimmy, mas não foi reconhecido como campeão. No entanto, a história oficial de títulos da WWE lista incorretamente o término do reinado deles como ocorrendo em 2 de abril de 2023. | [ 99 ]        |
| WWE: Raw e SmackDown |                                                                                     |          |                         |      |                           |                                | |               |
| 89                   | Kevin Owens e Sami Zayn                                                             | 1        | 1 de abril de 2023      | 154  | Inglewood, CA             | WrestleMania 39 Noite 1        | Este combate também foi pelo Campeonato de Duplas do SmackDown dos The Usos (Jey Uso e Jimmy Uso). A história oficial de títulos da WWE lista erroneamente o início do reinado deles em 2 de abril de 2023. | [ 100 ]       |
| 90                   | The Judgment Day (Finn Bálor e Damian Priest)                                       | 1        | 2 de setembro de 2023   | 35   | Pittsburgh, PA            | Payback                        | Essa foi uma luta Steel City Street Fight e também era valida pelo Campeonato de Duplas do SmackDown de Kevin Owens e Sami Zayn. | [ 101 ]       |
| 91                   | Cody Rhodes (4) e Jey Uso (4)                                                       | 1        | 7 de outubro de 2023    | 9    | Indianápolis, IN          | Fastlane                       | Essa luta também era valida pelo Campeonato de Duplas do SmackDown do The Judgment Day (Finn Bálor e Damian Priest). | [ 102 ]       |
| 92                   | The Judgment Day (Finn Bálor (2) e Damian Priest (2))                               | 2        | 16 de outubro de 2023   | 173  | Oklahoma City, OK         | Raw                            | Essa luta também era valida pelo Campeonato de Duplas do SmackDown do The Judgment Day (Finn Bálor e Damian Priest). | [ 103 ]       |
| WWE: Raw             |                                                                                     |          |                         |      |                           |                                | |               |
| 93                   | Awesome Truth (The Miz (5) e R-Truth (2))                                           | 1        | 6 de abril de 2024      | 79   | Filadélfia, PA            | WrestleMania XL Noite 1        | Essa foi uma luta de escadas com seis duplas, válida também pelo Campeonato de Duplas do SmackDown e também envolvendo A-Town Down Under (Austin Theory e Grayson Waller), #DIY (Johnny Gargano e Tommaso Ciampa), The New Day (Kofi Kingston e Xavier Woods) e New Catch Republic (Pete Dunne e Tyler Bate). Ambos os títulos foram disputados separadamente. No episódio de 15 de abril de 2024 do Raw, o título foi renomeado para Campeonato Mundial de Duplas.                                        | [ 104 ]       |
| 94                   | The Judgment Day (Finn Bálor (3) e JD McDonagh)                                     | 1        | 24 de junho de 2024     | 175  | Indianápolis, IN          | Raw                            | | [ 105 ]       |
| 95                   | The War Raiders (Erik (2) e Ivar (2))                                               | 1        | 16 de dezembro de 2024  | 124  | Boston, MA                | Raw                            | Anteriormente conhecidos como The Viking Raiders. | [ 106 ]       |
| 96                   | The New Day (Kofi Kingston (7) e Xavier Woods (5))                                  | 5        | 19 de abril de 2025     | 72   | Paradise, NV              | WrestleMania 41 Noite 1        | | [ 107 ]       |
| 97                   | The Judgment Day (Finn Bálor (4) e JD McDonagh (2))                                 | 2        | 30 de junho de 2025     | 16+  | Pittsburgh, PA            | Raw                            | | [ 108 ]       |

## Lista de reinados combinados
Em 16 de julho de 2025.
| †  | Indica os atuais campeões.         |
| <1 | Indica reinados menores que 1 dia. |

### Por equipe
| Pos. | Equipe                                                                     | Nº de reinados | Dias contados | Dias contados pela WWE |
| ---- | -------------------------------------------------------------------------- | -------------- | ------------- | ---------------------- |
| 1    | The Usos (Jimmy Uso e Jey Uso)                                             | 3              | 573           | 572                    |
| 2    | The New Day (Big E, Kofi Kingston e Xavier Woods)                          | 2              | 532           | 532                    |
| 3    | Paul London e Brian Kendrick                                               | 1              | 331           | 334                    |
| 4    | MNM (Joey Mercury e John Morrison)                                         | 3              | 291           | 283                    |
| 5    | The Colóns (Carlito e Primo)                                               | 1              | 280           | 274                    |
| 6    | John Morrison e The Miz                                                    | 1              | 250           | 246                    |
| 7    | Team Hell No (Kane e Daniel Bryan)                                         | 1              | 245           | 245                    |
| 8    | The Bar Cesaro e Sheamus                                                   | 4              | 238           | 236                    |
| 9    | The Street Profits (Angelo Dawkins e Montez Ford)                          | 1              | 224           | 223                    |
| 10   | The Viking/War Raiders (Erik e Ivar)                                       | 2              | 222           | 221                    |
| 11   | RK-Bro (Randy Orton e Riddle)                                              | 2              | 216           | 216                    |
| 12   | The Judgment Day (Finn Bálor e Damian Priest)                              | 2              | 208           | 207                    |
| 13   | The Judgment Day † (Finn Bálor e JD McDonagh)                              | 1              | 191+          | 191+                   |
| 14   | Team Angle/The World's Greatest Tag Team (Shelton Benjamin e Charlie Haas) | 2              | 180           | 176                    |
| 15   | The New Day (Kofi Kingston e Xavier Woods)                                 | 3              | 167           | 167                    |
| 15   | Cody Rhodes e Goldust / Gold e Stardust                                    | 2              | 167           | 166                    |
| 17   | Kevin Owens e Sami Zayn                                                    | 1              | 154           | 153                    |
| 18   | The Shield (Seth Rollins e Roman Reigns)                                   | 1              | 148           | 148                    |
| 19   | Air Boom (Evan Bourne e Kofi Kingston)                                     | 1              | 146           | 145                    |
| 19   | The Hart Dynasty (David Hart Smith e Tyson Kidd)                           | 1              | 146           | 145                    |
| 21   | The Basham Brothers (Doug Basham e Danny Basham)                           | 2              | 145           | 141                    |
| 22   | Jeri-Show (Chris Jericho e Big Show)                                       | 1              | 140           | 139                    |
| 23   | Kofi Kingston e R-Truth                                                    | 1              | 139           | 138                    |
| 24   | AJ Styles e Omos                                                           | 1              | 146           | 145                    |
| 24   | Deuce 'n Domino                                                            | 1              | 133           | 132                    |
| 26   | Curt Hawkins e Zack Ryder                                                  | 2              | 127           | 131                    |
| 27   | Los Guerreros (Eddie Guerrero e Chavo Guerrero)                            | 2              | 114           | 114                    |
| 28   | Epico e Primo                                                              | 1              | 106           | 106                    |
| 29   | The Revival (Dash Wilder e Scott Dawson)                                   | 2              | 104           | 103                    |
| 30   | The Nexus / The Corre (Heath Slater e Justin Gabriel)                      | 3              | 100           | 99                     |
| 31   | The Legion of Doom (Animal e Heidenreich)                                  | 1              | 93            | 94                     |
| 32   | Dean Ambrose e Seth Rollins                                                | 2              | 92            | 92                     |
| 33   | Kenzo Suzuki e René Duprée                                                 | 1              | 91            | 90                     |
| 33   | The New Nexus (David Otunga e Michael McGillicutty)                        | 1              | 91            | 90                     |
| 35   | The Hurt Business (Cedric Alexander e Shelton Benjamin)                    | 1              | 85            | 84                     |
| 36   | The O.C. (Luke Gallows e Karl Anderson)                                    | 2              | 84            | 84                     |
| 37   | Awesome Truth (The Miz e R-Truth)                                          | 1              | 79            | 79                     |
| 37   | Bray Wyatt e Matt Hardy                                                    | 1              | 79            | 79                     |
| 39   | Montel Vontavious Porter e Matt Hardy                                      | 1              | 77            | 76                     |
| 39   | Rikishi e Scotty 2 Hotty                                                   | 1              | 77            | 76                     |
| 39   | ShoMiz (Big Show e The Miz)                                                | 1              | 77            | 76                     |
| 42   | Santino Marella e Vladimir Kozlov                                          | 1              | 76            | 75                     |
| 43   | The Prime Time Players (Darren Young e Titus O'Neil)                       | 1              | 70            | 69                     |
| 44   | Billy Kidman e Paul London                                                 | 1              | 63            | 62                     |
| 44   | Bobby Roode e Chad Gable                                                   | 1              | 63            | 63                     |
| 44   | The Hardy Boyz (Jeff Hardy e Matt Hardy)                                   | 1              | 63            | 63                     |
| 44   | Tyson Kidd e Cesaro                                                        | 1              | 63            | 62                     |
| 48   | D-Generation X (Triple H e Shawn Michaels)                                 | 1              | 57            | 56                     |
| 48   | Eddie Guerrero e Rey Mysterio                                              | 1              | 57            | 59                     |
| 50   | Alpha Academy (Chad Gable e Otis)                                          | 1              | 56            | 56                     |
| 50   | Charlie Haas e Rico                                                        | 1              | 56            | 55                     |
| 52   | The B-Team (Bo Dallas e Curtis Axel)                                       | 1              | 50            | 50                     |
| 53   | Dolph Ziggler e Drew McIntyre                                              | 1              | 49            | 49                     |
| 54   | Eddie Guerrero e Tajiri                                                    | 1              | 44            | 45                     |
| 55   | Buddy Murphy/Murphy e Seth Rollins                                         | 1              | 42            | 41                     |
| 56   | The Miz e Damien Mizdow                                                    | 1              | 36            | 36                     |
| 56   | The New Age Outlaws (Road Dogg e Billy Gunn)                               | 1              | 36            | 36                     |
| 58   | The Authors of Pain (Akam e Rezar)                                         | 1              | 35            | 34                     |
| 58   | Drew McIntyre e Cody Rhodes                                                | 1              | 35            | 34                     |
| 58   | Rob Van Dam e Rey Mysterio                                                 | 1              | 35            | 34                     |
| 61   | Jason Jordan e Seth Rollins                                                | 1              | 34            | 33                     |
| 61   | Big Show e Kane                                                            | 1              | 34            | 30                     |
| 63   | Dolph Ziggler e Robert Roode                                               | 1              | 29            | 29                     |
| 64   | Edge e Chris Jericho                                                       | 1              | 28            | 27                     |
| 65   | Braun Strowman e Seth Rollins                                              | 1              | 27            | 26                     |
| 66   | The Dudley Boyz (Bubba Ray Dudley e D-Von Dudley)                          | 1              | 21            | 20                     |
| 67   | Kurt Angle e Chris Benoit                                                  | 1              | 16            | 17                     |
| 68   | Batista e Rey Mysterio                                                     | 1              | 14            | 13                     |
| 69   | Edge e Rey Mysterio                                                        | 1              | 12            | 9                      |
| 70   | Cody Rhodes e Jey Uso                                                      | 1              | 9             | 9                      |
| 71   | Braun Strowman e Nicholas                                                  | 1              | 1             | <1                     |
| 71   | The Nexus (John Cena e David Otunga)                                       | 1              | 1             | <1                     |
| 73   | John Cena e The Miz                                                        | 1              | <1            | <1                     |

### Por lutador
| Pos. | Lutador                          | Nº de reinados | Dias combinados | Dias combinados contados pela WWE |
| ---- | -------------------------------- | -------------- | --------------- | --------------------------------- |
| 1    | Kofi Kingston                    | 7              | 984             | 982                               |
| 2    | Xavier Woods                     | 5              | 699             | 699                               |
| 3    | Jey Uso                          | 4              | 582             | 581                               |
| 4    | Jimmy Uso                        | 3              | 573             | 572                               |
| 5    | Johnny Nitro/John Morrison       | 4              | 541             | 529                               |
| 6    | Big E                            | 2              | 532             | 532                               |
| 7    | The Miz                          | 5              | 442             | 437                               |
| 8    | Finn Bálor †                     | 4              | 399+            | 398+                              |
| 9    | Paul London                      | 2              | 394             | 395                               |
| 10   | Primo                            | 2              | 386             | 382                               |
| 11   | Seth Rollins                     | 6              | 343             | 340                               |
| 12   | Brian Kendrick                   | 1              | 331             | 333                               |
| 13   | Cesaro                           | 5              | 301             | 298                               |
| 14   | Joey Mercury                     | 3              | 291             | 283                               |
| 15   | Carlito                          | 1              | 280             | 274                               |
| 16   | Kane                             | 2              | 279             | 275                               |
| 17   | Shelton Benjamin                 | 3              | 265             | 260                               |
| 18   | Big Show                         | 3              | 251             | 245                               |
| 19   | Daniel Bryan                     | 1              | 245             | 245                               |
| 20   | Sheamus                          | 4              | 238             | 236                               |
| 21   | Charlie Haas                     | 3              | 236             | 231                               |
| 22   | Angelo Dawkins                   | 1              | 224             | 223                               |
| 22   | Montez Ford                      | 1              | 224             | 223                               |
| 24   | Erik                             | 1              | 222             | 221                               |
| 24   | Ivar                             | 1              | 222             | 221                               |
| 26   | Matt Hardy                       | 3              | 219             | 219                               |
| 27   | R-Truth                          | 2              | 218             | 217                               |
| 28   | Randy Orton                      | 2              | 216             | 216                               |
| 28   | Riddle                           | 2              | 216             | 216                               |
| 30   | Eddie Guerrero                   | 4              | 215             | 218                               |
| 31   | Cody Rhodes/Stardust             | 4              | 211             | 210                               |
| 32   | Tyson Kidd                       | 2              | 209             | 207                               |
| 33   | Damian Priest                    | 2              | 208             | 207                               |
| 34   | JD McDonagh †                    | 2              | 191+            | 191+                              |
| 35   | Chris Jericho                    | 2              | 168             | 167                               |
| 36   | Goldust                          | 2              | 167             | 166                               |
| 37   | Kevin Owens                      | 1              | 154             | 153                               |
| 37   | Sami Zayn                        | 1              | 154             | 153                               |
| 39   | Roman Reigns                     | 1              | 148             | 148                               |
| 40   | David Hart Smith                 | 1              | 146             | 145                               |
| 40   | Evan Bourne                      | 1              | 146             | 145                               |
| 42   | Danny Basham                     | 2              | 145             | 141                               |
| 42   | Doug Basham                      | 2              | 145             | 141                               |
| 44   | Michael McGillicutty/Curtis Axel | 2              | 141             | 140                               |
| 45   | AJ Styles                        | 1              | 133             | 132                               |
| 45   | Deuce                            | 1              | 133             | 133                               |
| 45   | Domino                           | 1              | 133             | 133                               |
| 45   | Omos                             | 1              | 133             | 132                               |
| 49   | Curt Hawkins                     | 2              | 127             | 131                               |
| 49   | Zack Ryder                       | 2              | 127             | 131                               |
| 51   | Chad Gable                       | 2              | 119             | 119                               |
| 52   | Rey Mysterio                     | 4              | 118             | 115                               |
| 53   | Chavo Guerrero                   | 2              | 114             | 114                               |
| 54   | Epico                            | 1              | 106             | 106                               |
| 55   | Dash Wilder                      | 2              | 104             | 103                               |
| 55   | Scott Dawson                     | 2              | 104             | 103                               |
| 57   | Heath Slater                     | 3              | 100             | 99                                |
| 57   | Justin Gabriel                   | 3              | 100             | 99                                |
| 59   | Animal                           | 1              | 93              | 94                                |
| 59   | Heidenreich                      | 1              | 93              | 94                                |
| 61   | Bobby/Robert Roode               | 2              | 92              | 92                                |
| 61   | David Otunga                     | 2              | 92              | 92                                |
| 61   | Dean Ambrose                     | 2              | 92              | 92                                |
| 64   | Kenzo Suzuki                     | 1              | 91              | 90                                |
| 64   | René Duprée                      | 1              | 91              | 90                                |
| 66   | Cedric Alexander                 | 1              | 85              | 84                                |
| 67   | Drew McIntyre                    | 2              | 84              | 83                                |
| 67   | Karl Anderson                    | 2              | 84              | 84                                |
| 67   | Luke Gallows                     | 2              | 84              | 84                                |
| 70   | Bray Wyatt                       | 1              | 79              | 79                                |
| 71   | Dolph Ziggler                    | 2              | 78              | 78                                |
| 66   | Montel Vontavious Porter         | 1              | 77              | 77                                |
| 66   | Rikishi                          | 1              | 77              | 76                                |
| 66   | Scotty 2 Hotty                   | 1              | 77              | 76                                |
| 75   | Santino Marella                  | 1              | 76              | 76                                |
| 75   | Vladimir Kozlov                  | 1              | 76              | 76                                |
| 77   | Darren Young                     | 1              | 70              | 69                                |
| 77   | Titus O'Neil                     | 1              | 70              | 69                                |
| 79   | Billy Kidman                     | 1              | 63              | 62                                |
| 79   | Jeff Hardy                       | 1              | 63              | 63                                |
| 81   | Shawn Michaels                   | 1              | 57              |                                   |
| 81   | Triple H                         | 1              | 57              |                                   |
| 83   | Otis                             | 1              | 56              | 56                                |
| 83   | Rico                             | 1              | 56              | 55                                |
| 85   | Bo Dallas                        | 1              | 50              | 50                                |
| 86   | Tajiri                           | 1              | 44              | 45                                |
| 87   | Buddy Murphy                     | 1              | 42              |                                   |
| 88   | Edge                             | 2              | 40              | 36                                |
| 89   | Billy Gunn                       | 1              | 36              | 36                                |
| 89   | Damien Mizdow                    | 1              | 36              | 36                                |
| 89   | Road Dogg                        | 1              | 36              | 36                                |
| 92   | Akam                             | 1              | 35              | 34                                |
| 92   | Rezar                            | 1              | 35              | 34                                |
| 92   | Rob Van Dam                      | 1              | 35              | 34                                |
| 95   | Jason Jordan                     | 1              | 34              | 33                                |
| 96   | Braun Strowman                   | 2              | 28              | 26                                |
| 97   | Bubba Ray Dudley                 | 1              | 21              | 20                                |
| 97   | D-Von Dudley                     | 1              | 21              | 20                                |
| 99   | Chris Benoit                     | 1              | 16              | 17                                |
| 99   | Kurt Angle                       | 1              | 16              | 17                                |
| 101  | Batista                          | 1              | 14              | 13                                |
| 102  | John Cena                        | 2              | 1               | <1                                |
| 102  | Nicholas                         | 1              | 1               | <1                                |